# منتخب بروناي لكرة قدم الصالات
منتخب بروناي لكرة قدم الصالات (بالإنجليزية: Brunei national futsal team)‏ هو ممثل بروناي الرسمي في المنافسات الدولية في كرة الصالات
.